# Klopsensor
De klopsensor is een sensor die het kloppen (pingelen) in een mengselmotor detecteert.
Bij pingelen ontstaan in het motorblok geluidstrillingen van bepaalde golflengten. De klopsensor is een microfoon, vastgeschroefd op het motorblok, die specifiek gevoelig is voor deze golflengten. Het signaal van de klopsensor gaat naar een electronic control unit (ECU) die hierop actie onderneemt om het pingelen te voorkomen, in de vorm van reduceren van brandstoftoevoer, wijzigen van het ontstekingstijdstip of reduceren van de turbodruk door het openen van een wastegate. 
Zonder een klopsensor zou een benzinemotor ernstige schade kunnen oplopen bij het tanken van verkeerde benzine. Verder heeft de sensor een belangrijke taak bij oudere motoren aangezien deze gevoelig kunnen zijn voor detonatie door koolaanslag in de verbrandingskamer.